# باولا موراي
باولا موراي هي صانعة الفخار كندية، ولدت في 1958.